# Leccionario 205
El Leccionario 205, designado por la sigla ℓ 205 (en la numeración Gregory-Aland), es un manuscrito griego del Nuevo Testamento. Paleográficamente ha sido asignado al siglo X.

## Descripción
El códice contiene enseñanzas del Evangelio, en 5 hojas de pergamino (29,5 cm por 19 cm). El texto está escrito en caligrafía uncial, en dos columnas por página, 20 líneas por página. Contiene notas musicales.

## Historia
Frederick Henry Ambrose Scrivener y Caspar René Gregory datan el manuscrito del siglo XI, el Instituto de Investigación Textual del Nuevo Testamento lo relaciona también con el siglo X. Se añadió a la lista de los manuscritos del Nuevo Testamento por Scrivener (número 201). Gregory lo vio en 1883. El manuscrito no se cita en las ediciones del Nuevo Testamento griego (UBS3). Actualmente, el códice se encuentra en la Biblioteca Bodleiana, en Oxford, Inglaterra.